# Mes six forçats
Mes six forçats (My Six Convicts) est un film américain réalisé par Hugo Fregonese et sorti en 1952.

## Synopsis
Dans le cadre d'une réforme du régime pénitentiaire, le Dr Wilson, psychiatre de formation, est chargé de mission à la prison de Harbor State aux États-Unis. Le film décrit ses relations avec six détenus.

## Fiche technique
- Titre du film : Mes six forçats
- Titre original : My Six Convicts
- Scénario : Michael Blankfort d'après le roman autobiographique de Donald Powell Wilson
- Photographie : Guy Roe
- Musique : Dimitri Tiomkin
- Montage : Gene Havlick
- Production : Stanley Kramer Productions
- Format : Noir et blanc - 1,37 : 1
- Durée : 104 minutes
- Lieux de tournage : prison d'État de San Quentin, Californie, États-Unis.
- Pays d'origine :  États-Unis
- Sortie : 12 mars 1952 aux États-Unis ; 11 septembre 1953 en France
- Genre : comédie dramatique
- Affiche : Boris Grinsson (France)

## Distribution
- Millard Mitchell (VF : Raymond Rognoni) : James T. Connie
- Gilbert Roland (VF : Jean Martinelli) : Punch Pinero
- John Beal (VF : Michel André) : Dr Wilson (« Doc »)
- Marshall Thompson (VF : Serge Lhorca) : Blivens Scott
- Alf Kjellin (VF : Claude Bertrand) : Clem Randall
- Fay Roope (VF : Pierre Morin) : Warden George Potter
- Carleton Young (VF : Albert Montigny) : capitaine Haggarty
- Harry Morgan (VF : Michel Gudin) : Dawson
- Jay Adler (VF : Maurice Nasil) : Steve Kopac
- Regis Toomey (VF : Abel Jacquin) : Dr Gordon
- John Marley : Knotty Johnson
- Russ Conway (VF : Maurice Dorléac) : Dr Hughes
- Charles Buchinsky (VF : Jean Clarieux) : Jocko
- Byron Foulger : Dr Brint

Acteurs non-crédités :
- Fred Kelsey : détective
- Barney Phillips : boulanger-contremaître

## Commentaire
- Abordant la filmographie d'Hugo Fregonese, Jean-Pierre Coursodon et Bertrand Tavernier écrivent : « Stanley Kramer lui confia une œuvre plus psychologique, plus ouvertement ambitieuse, My Six Convicts, qui retraçait sur un ton documentaire sentimental, mais fort émouvant, les efforts d'un psychiatre pour adoucir le régime pénitentiaire. Cette réussite indéniable, aussi oblique, originale que certains Ray, l'une des plus évidentes du cycle Kramer, où Millard Mitchell se révélait une fois de plus remarquable (...). »[1]